# Wallooskee River
Der Wallooskee River ist ein zehn Kilometer langer Nebenfluss des Youngs River im Nordwesten des US-Bundesstaats Oregon.
Er entspringt im Clatsop County und mündet in den Youngs River, kurz bevor dieser in die Youngs Bay des Columbia-River-Ästuars fließt. Der einzige Zufluss des Wallooskee River ist der Little Wallooskee River.